# Death metal
Death metal eller dödsmetall är en extrem subgenre till heavy metal. Vanliga sättningar i en death metal-grupp är kraftigt distade och nedstämda elgitarrer och elbasar som spelas i tekniker såsom palm mute och växelslag, djup growlsång och/eller skrik, aggressiv och kraftfull trumteknik i form av dubbelpedal eller blast beat, molltonarter eller atonalitet, kromatiska ackordföljder, högt tempo samt stora ton- och taktartsändringar. Texterna inom death metal brukar mestadels handla om våld (ofta om mord, vilka kan skildras i slasherartade akter – där stympning, dissektion, tortyr och kannibalism kan ingå), religion, ockultism, psykologi, mystik, natur, filosofi, fiktion, politik, eller döden i allmänhet.
Genren uppstod i USA under 1980-talets mitt, och byggde på den musikaliska strukturen ur thrash metal och tidig black metal. Grupper som Venom, Slayer och Kreator var viktiga influenser för genrens skapande. Possessed och Death anses ofta vara genrens pionjärer tillsammans med grupper som Obituary, Deicide, Cannibal Corpse och Morbid Angel. Deaths sångare och frontman, Chuck Schuldiner, kallas allmänt "dödsmetallens fader" och var den enskilda person som betytt mest för stilens utveckling. På sena 1980-talet och tidiga 1990-talet fick death metal mer uppmärksamhet i media då stora skivbolag som Combat, Earache och Roadrunner Records började kontraktera death metal-grupper i snabbare fart. Ungefär samtidigt spreds musikstilen även till Europa, särskilt till Storbritannien och Sverige.
Sedan dess har genren diversifierats, utökats och delats upp i flera subgenrer; såsom melodisk (i vilken Sverige snabbt blev världsledande), teknisk och brutal death metal. Vanligt förekommande rörelser och typer av dans till death metal på livespelningar är mosh och stagediving i publiken, samt headbanging som även gruppmedlemmarna brukar kunna utföra.

## Historia

### Etymologi
Det finns flera bud på varifrån death metal som genrenamn uppstått. En teori pekar på att namnet härstammar från musikgruppen Death 1983, då en journalist skulle förklara för sina läsare att gruppen spelade sin egen stil: death metal. (1984 utgav Death sin första demo, Death by Metal.) En annan förklaring till namnets ursprung kommer från en fanzin (fan-tidning) som skapades av Thomas Gabriel Fischer och Martin Ain från Hellhammer och Celtic Frost, där begreppet ”death metal” etablerades. Namnet blev senare givet till Hallhammers samlingsalbum Death metal från 1984, utgivet av Noise Records. Ett annat förslag till ursprung är att namnet härstammar från demoskivan Seven Churches av Possessed från 1985, som anses vara den första death metal-skivan och innehåller ett spår betitlat just "Death Metal".

### Upprinnelse och tidig historia

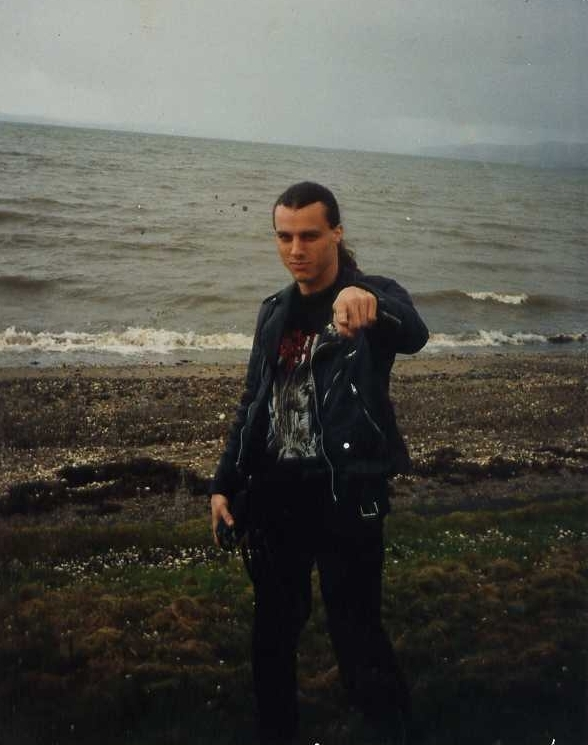
Chuck Schuldiner (1967–2001), Deaths frontman, hedras som att ha varit "gudfar" till death metal.

Heavy metal-gruppen Venom från Newcastle upon Tyne utkristalliserade element av vad som senare blev känt som thrash, death och black metal med sitt album Welcome to Hell 1981. Deras mörka och våldsamma ljud, skrikiga sång, makabra och stolt satanistiska bildspråk visade sig bli en stor inspirationskälla för kommande extrem metal-grupper. En annan mycket inflytelserik grupp var Slayer, som bildades 1981. Även om stilen kunde rankas som thrash metal var Slayers musik våldsammare än hos andra samtida thrash metal-grupper som Metallica, Megadeth och Anthrax. Slayers rasande tempo och instrumentala skicklighet kombinerat med texter om död, våld, krig och satanism vann kultstatus. Enligt Allmusic inspirerade Slayers tredje album Reign in Blood (1986) hela death metal-genren. Det hade en stor inverkan på genreledarna Death, Obituary och Morbid Angel.

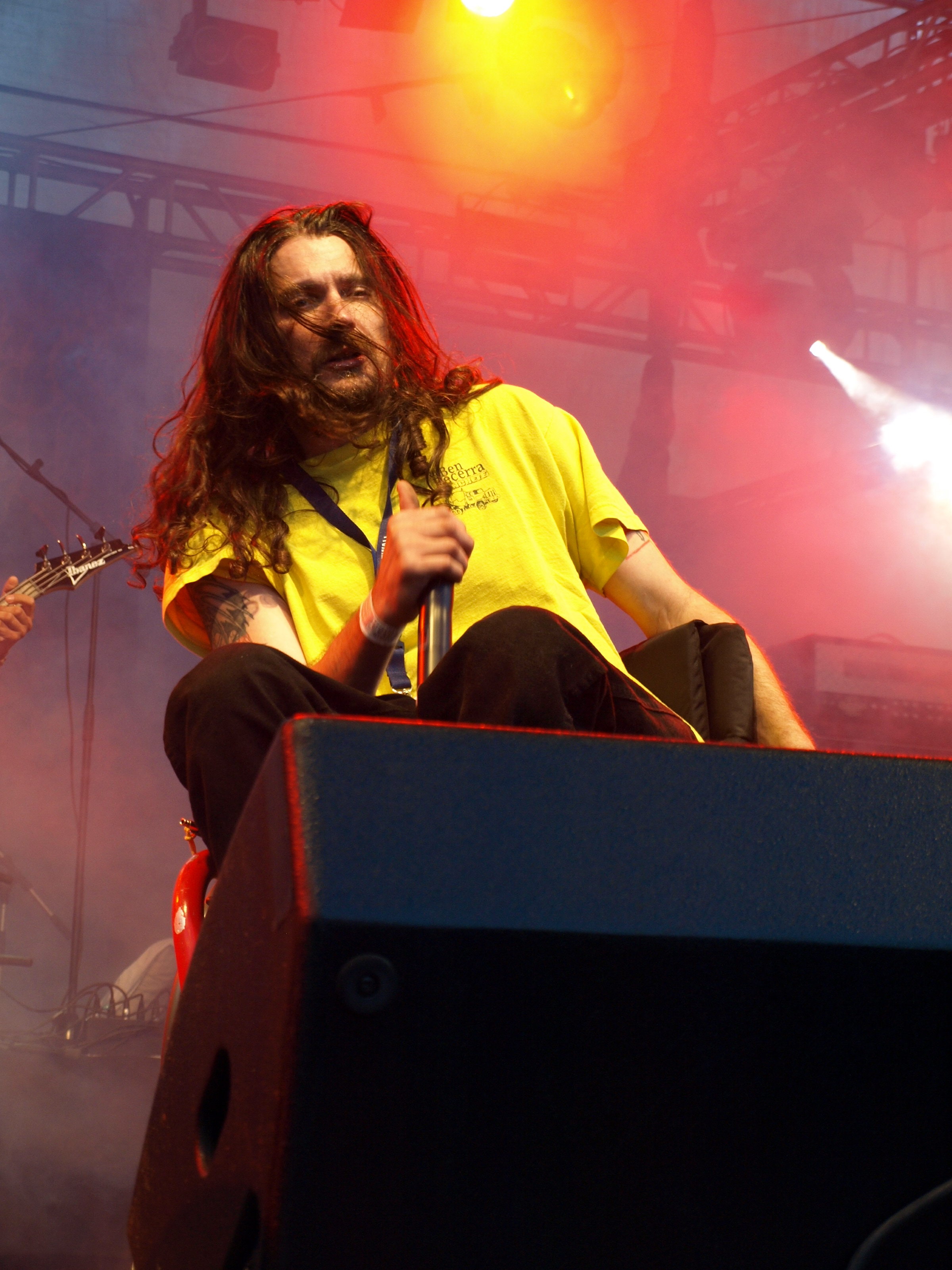
Jeff Becerra i Possessed myntade termen "death metal" 1983 på gruppens demo från 1984 med samma namn. Han sägs också vara en av skaparna till growlsång-tekniken som satt sitt avtryck i genren.

Musikgruppen Possessed som grundades 1983 i San Francisco Bay Area tillskrevs av Allmusic att ha ”kopplat ihop” thrash och death metal 1985 med sitt album Seven Churches. Samtidigt som de tillskrevs att ha fått inflytande från Slayer hade nuvarande och tidigare medlemmar i gruppen även citerat Venom och Motörhead, liksom Exodus tidiga verk, som den viktigaste påverkan på deras ljud. Även om gruppen tidigare hade släppt två album och en EP har den av journalister och musiker beskrivits som monumental i betydelsen för utvecklingen av death metal-stilen, eller att ha blivit den första officiella death metal-gruppen. Earache Records noterade att det som exempelvis Trey Azagthoth och Morbid Angel gjorde i sina ungdomsår var starkt påverkat av vad Possessed åstadkom på den legendariska inspelningen av Seven Churches. Possessed hade större betydelse för utvecklingen av death metal än vad någon annan akt inom scenen då på mitten/slutet av 1980-talet.
Under samma period som Possessed växte fram bildades en annan inflytelserik grupp, Death, i Florida. Gruppen hette ursprungligen Mantas och bilades 1983 av Chuck Schuldiner, Kam Lee och Rick Rozz. 1984 släppte de sin första demo med titeln Death by Metal, vilken följdes av ett flera demokassetter. Gruppen blev snabbt känd då kassetterna cirkulerade över världen vid dåtidens tape trading. Gitarristen Schuldiner åtog sig också uppgiften som sångare och gruppen fick stor inverkan på den framväxande scenen. De snabba lågtonsriffen och solona kompletterades med ett snabbt trumspel, vilket skapade den stil som skulle slå igenom i tape trading-kretsar. Schuldiner har av Eduardo Rivodavia på Allmusic blivit utnämnd till "dödsmetallens fader". Deaths debutalbum från 1987, Scream Bloody Gore, har beskrivits som att ha inneburit evolutionen från thrash till death metal, enligt About.coms Chad Bowar och som ”den första sanna death metal-skivan” av tidningen San Francisco Chronicle. Tillsammans med Possessed och Death räknas också de amerikanska grupperna Necrophagia, Massacre, Autopsy, Immolation, Cannibal Corpse och Post Mortem som pionjärer inom scenen.

### Växande popularitet

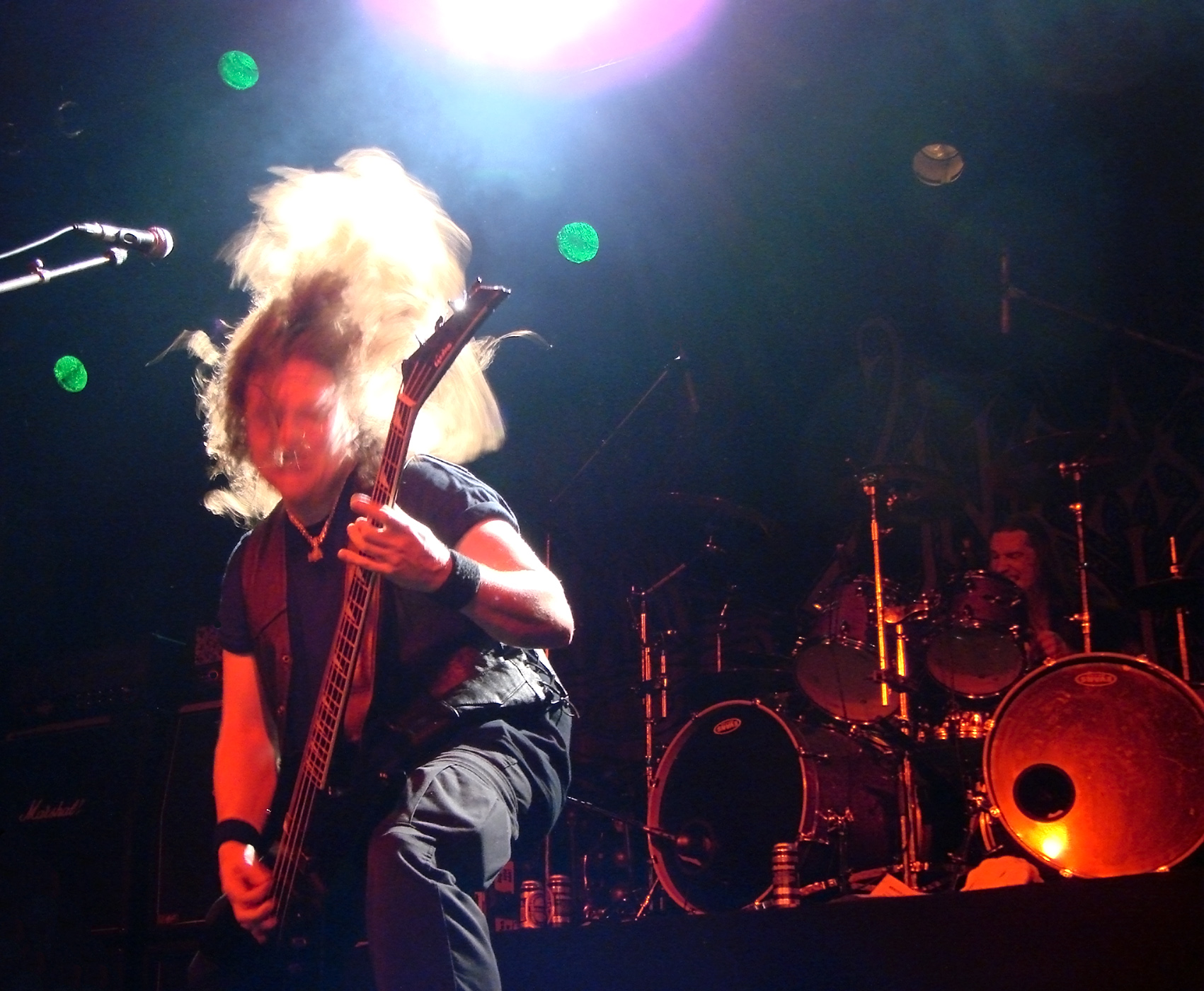
Unleashed är en av de svenska grupperna som dök upp i 1990-talets början.

1989 hade många musikgrupper skrivit kontrakt med ivriga skivbolag som ville tjäna pengar på denna genre, inklusive Floridagrupperna Obituary, Morbid Angel och Deicide. Detta kollektiv av death metal-grupper från Florida betecknas ofta som “Florida-death”. Genren spred sig till bland annat Sverige i slutet på 1980-talet och blomstrade med pionjärer som Carnage, God Macabre, Nihilist (som senare fick namnet Entombed), Dismember, Therion och Unleashed. I början på 1990-talet blev framväxten av melodisk death metal från Sverige känd genom grupper som Dark Tranquility, At the Gates och In Flames, vilka använde sig av ackord och harmonier som bland annat var inspirerade från Iron Maiden. Genren kallades också ”Göteborgs-döds”, eftersom melodeath-grupperna ofta var från Göteborg. Ungefär samtidigt dök en ny scen upp i Australien, vilken leddes av Blood Duster, Deströyer 666 och Bestial Warlust. Denna scen inspirerades av klassisk death metal från grupper som Possessed och Morbid Angel.
De ursprungliga innovatörerna fick följe av nya subgenrer i slutet på 1980-talet. Den brittiska gruppen Napalm Death blev alltmer associerad med death metal, särskilt med albumet Harmony Corruption från 1990 som visar aggressiva och lite mer tekniska gitarriff, en komplex rytmik, sofistikerad growlsång av Mark "Barney" Greenway och socialt medvetna textämnen, vilket ledde till en sammanslagning med subgenren grindcore (och även brutal death metal). Andra grupper som väsentligt bidrog till denna tidiga utveckling var brittiska Bolt Thrower och Carcass, samt New York-gruppen Suffocation, vilka också bidrog till uppkomsten av deathgrind. I USA växte death metal-scenen i flera delstater men var fortfarande störst i Florida, där exempelvis gruppen Cannibal Corpse gjorde sig bemärkta med debutalbumet Eaten Back to Life som innehåller mycket brutala splatterfyllda texter sjungna med en extremt djup growlsång av Chris Barnes.

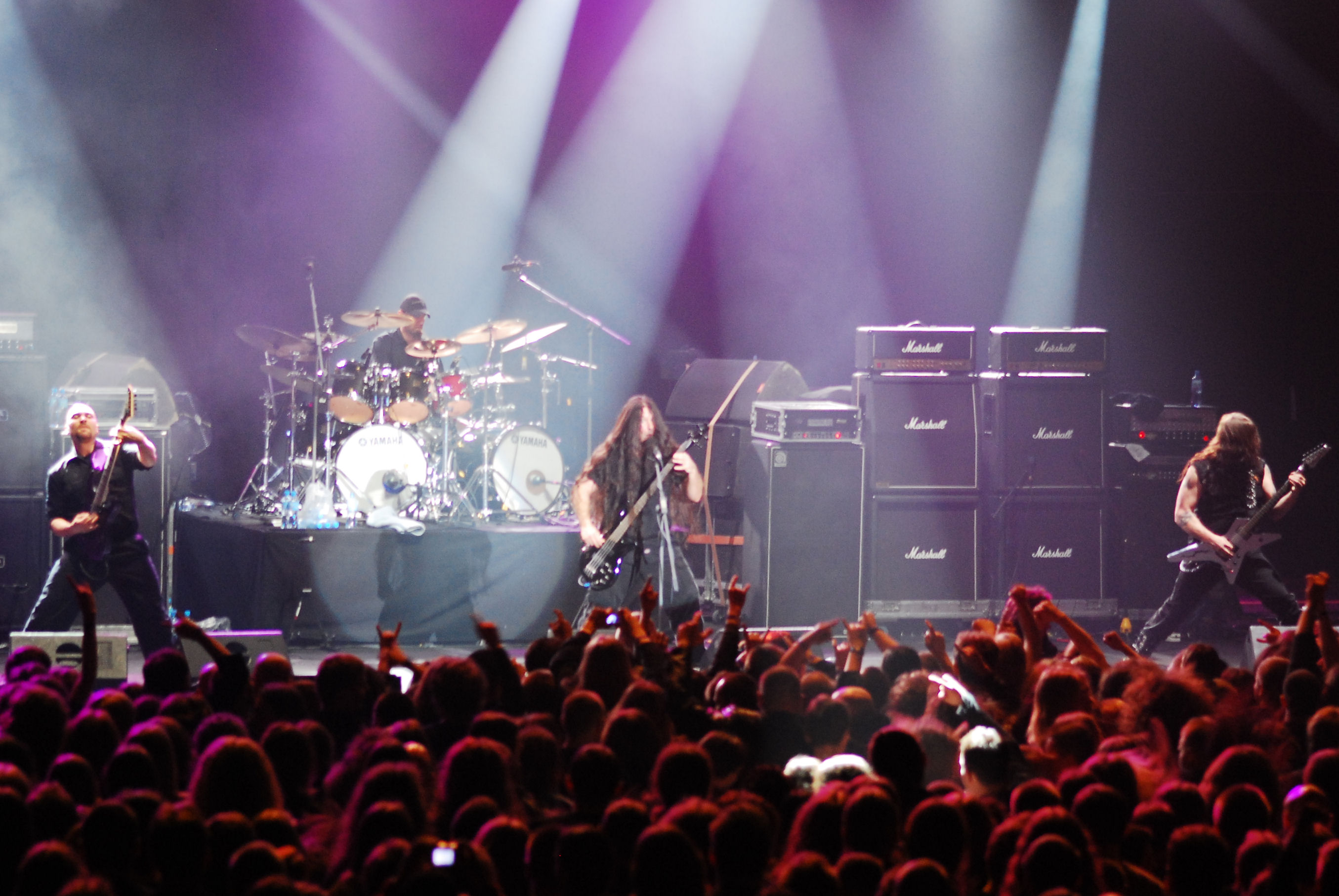
Immolation är en av grupperna som bidrog till utvecklingen av death metal i New York.

För att sluta cirkeln släppte Death 1991 sitt fjärde album, Human, ett exempel på lite modernare death metal. Chuck Schuldiner bidrog till att tänja på gränserna för kompromisslöst tempo och teknisk virtuositet, och att blanda tekniska och intrikata rytmiska gitarrarbeten med komplexa åtgärder och känsloladdade gitarrsolon. Andra exempel är Caracass Necroticism – Descanting the Insalubrious, Suffocations Effigy of the Forgotten och Entombeds Clandestine från 1991. Vid denna tidpunkt fanns inom genren ovanstående kännetecken med hastiga tempoväxlingar, stundom extremt snabba trumtakter, morbida texter och vrålande growlsång. Subgenren technical death metal som kännetecknas av främst detta fick sin riktiga upprinnelse genom grupperna Atheist och Cynic.
Earache, Relativity och Roadrunner Records blev genrens viktigaste skivmärken, där Earache släppte album av Carcass, Napalm Death, Morbid Angel och Entombed, och Roadrunner släppte album av Obituary och nederländska Pestilence. Även om dessa skivbolag inledningsvis inte gav ut death metal blev de genrens ”flaggskepp” i början på 1990-talet. Utöver dem bildades även andra skivbolag såsom Nuclear Blast, Century Media och Peaceville Records. Många av bolagen skulle komma att uppnå framgångar också i andra metalgenrer under hela 1990-talet.
I september 1990 höll Deaths manager den första nordamerikanska death metal-festivalen, Day of Death, i Milwaukee-förorten Waukesha, Wisconsin, där 26 olika grupper framträdde.

### Minskande popularitet
På grund av genrens nyare framgång började många äldre grupper att kliva av scenen. Trots detta fortsatte rörelsen med en minskande popularitet och tillströmning. Detta skedde delvis på grund av att Earache inte förnyade sitt kontrakt med distributionsföretaget Sony Music 1995, och Earaches ledare Digby Pearson erkände dessutom att death metal hade börjat tråka ut honom och han letade efter något mer spännande. En annan orsak till problemet låg dock längre tillbaka, då skivbolagen i slutet på 1980- och början på 1990-talet skrivit märkesavtal med nästan alla death metal-grupper dömda utifrån en enkel demo. I motsats till äldre grupper som till exempel Death, Morbid Angel och Napalm Death som kämpade i flera år för skivkontrakt hade de nyare grupperna mycket lätt att få ett material som räckte till, utan att tillbringa tillräckligt med tid för att skapa något unikt. Detta upprörde bland andra Chuck Schuldiner, som beskrev den internationella death metal-scenen 1995 som översvämmad av oinspirerande och föga originella grupper.

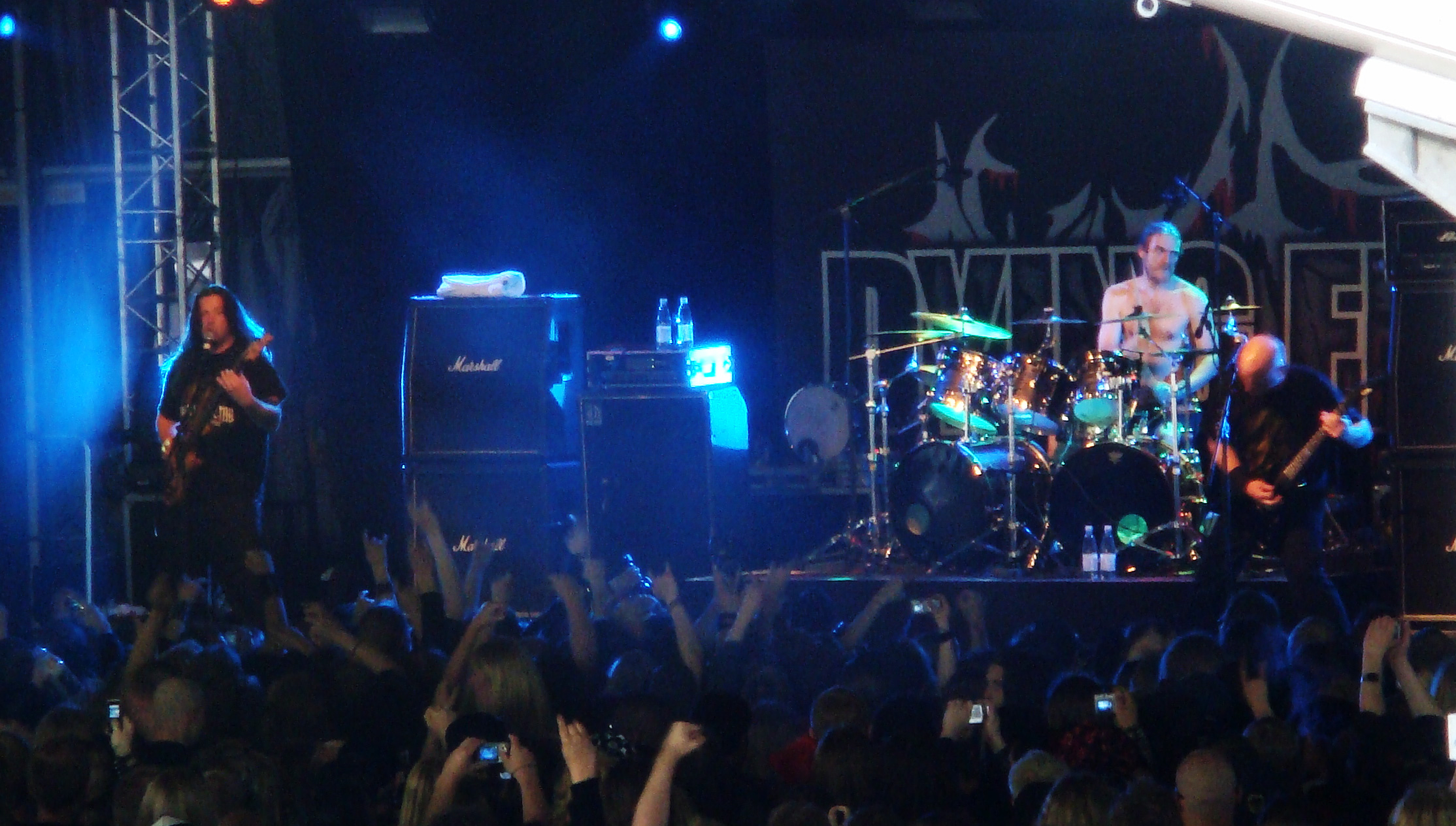
Dying Fetus är en av New York-scenens ledande grupper.

Trots den minskade populariteten släpptes fortfarande många inflytelserika album, även Morbid Angel lyckades få mer popularitet med sitt album Domination (1995) som visade mer komplexitet och aggression än gruppens tidigare utgåvor, och Death släppte sitt ytterligare lite mer tekniska album Symbolic. New York-scenen gjorde sig också märkt med utgåvor av Incantation, Immolation och Mortician. Incantations Mortal Throne of Nazarene och Upon the Throne of Apocalypse blev av fans ansedda som gruppens hittills mest brutala och originella verk. Även Immolations Here in After och Morticians House by the Cemetery betraktades som mer intensiv death metal. Från mitten av 1990-talet var skivbolagen inte längre intresserade av att skriva fler kontrakt med de nya grupperna, utan såg till att behålla de flesta kommersiella framgångarna. Relapse Records blev den ledande distributören i USA, genom att skriva mängder av kontrakt med både gamla och nyare grupper. Några av dessa grupper var Skinless och Dying Fetus, som blev världsledare inom New York-scenen.
1998 släppte Death sitt mycket avancerade tekniska album The Sound of Perseverance (vilket blev gruppens sista album, eftersom Schuldiner året därpå lade ned gruppen och sedermera 2001 avled i cancer), som med dess progressiva stämpel hjälpte till att sätta en ny standard för genren. Morbid Angel följde Deaths fotspår med utgivelsen av Gateways to Annihilation. Cannibal Corpse släppte också ett par viktiga album i slutet av 1990-talet, som Gallery of Suicide och Bloodthirst, för genrens utveckling med sångaren George ”Corpsegrinder” Fisher som relativt ny i gruppen. Ungefär samtidigt började de två stora skivbolagen Earache och Century om på nytt att uppmärksamma death metal-grupper. Detta kunde bland annat ses då Earache började ge ut album av Hate Eternal, och Century rekryterade Cryptopsy och Krisiun. För övrigt påstod Earache att både Napalm Death och Morbid Angel hade sålt över en miljon plattor vid denna tidpunkt.

### Senare historik
Trots de många nya och viktiga utgåvorna har det varit en viss oro i den undre världen, om hur stor potential death metal har att skapa fler inflytelserika grupper, eftersom flera musiker anser att grupper redan har gjort vad de kan göra. Exempelvis har King Fowley från Deceased uttalat sig med att genren för honom endast upprepar sig, och är allt vad den kan. Denna ståndpunkt delades dock inte av alla; enligt Niles gitarrist Karl Sanders finns mycket mer att göra, och resurser finns fortfarande.
Vissa grupper har dock på senare tid haft mindre framgång, och även brutit sig in på topplistorna. Morbid Angels Heretic från 2003 hamnade på Top Heatseekers som nummer 27, Cannibal Corpses Evisceration Plague 2009 kom på plats 66 på den amerikanska hitlistan Billboard 200 och Obituarys Darkest Day (2009) slutade som nummer 32 på Top Heatseekers.

## Musikalisk uppbyggnad
Genrens vanliga ljud varierar ofta från att vara extremt brutalt till mycket tekniskt och komplext. Generellt är det karaktäriserat av kraftigt distade och nedstämda elgitarrer, dubbelslagstrummor i trumsetet som spelas med blast beat, och en vrålande/skrikande growlsång. Ljudbilden är mycket snabb, kaotisk och fylld med tempoväxlingar. Vissa grupper spelar emellertid långsamma, djupa och monotona melodier med genljudande gitarrer som kan syfta till att skapa en skrämmande atmosfär. Inom amerikansk death metal finns åtskillnader mellan scenerna, i synnerhet ”Florida-döds” och New York-stilen, vilka sätter olika vikt vid skilda delar av death metal. En typisk death metal-besättning består av en sångare, trummis, basist och två gitarrister.
De distade och nedstämda gitarrerna spelas ofta med tekniker som palm mute och tremolo. Gitarrskalor som oftast förknippas med death metal är moll-skalan och den frygiska. Trummorna har en dominerande roll, bland annat med en tydlig ljudmässig skillnad mot i black metal, och de snabba trumslagen i death metal liknas ibland vid en skjutande kulspruta. Till exempel sägs det att trumslagen inom thrash, black och death metal ibland kan uppnå 300 taktslag per minut. Basen har ofta en mycket bullrig framtoning, men är vanligtvis kvar i ljudbilden som basfrekvenserna ofta representerar i förhållande till dubbla baskaggar och kraftigt distade gitarrer med framhävda basfrekvenser. Sången karaktäriseras som ilsken eller dyster och anpassad till de lågtonade gitarrerna vid användning av gutturala vrål och/eller annan strupsång. Sångtekniken kallas även ”Cookie Monster-sång”, då den har likheter med Kakmonstret från Sesame Street. Jeff Becerra (Possessed) och Kam Lee (Massacre) anses vara upphovsmännen till death-grunten. Possessed använde tekniken första gången på sitt album Seven Churches (1985). Sångaren Becerra berättade hur gitarristen Mike Torrao under sånglektioner sade att han borde försöka låta som Conrad ”Cronos” Lant i Venom och Tom Araya i Slayer. Sången utgör ofta ett karaktäristiskt drag för death metal, eftersom tekniken har blivit genrens mest framträdande kännetecken för människor som inte lyssnar regelbundet på musiken.

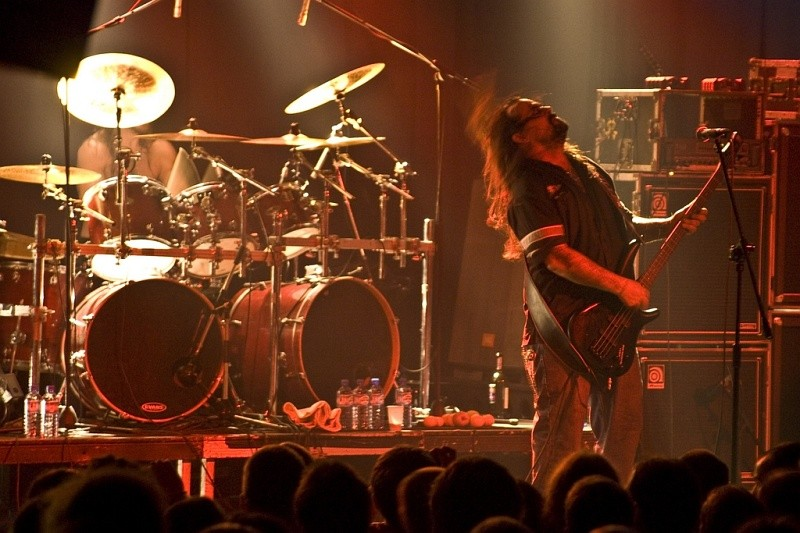
Deicide blev bland de första death metal-grupperna med mycket antikristna låttexter och Slayer-inspirerande gitarriff på deras tidigare material.

Death metal föddes ur thrash metal i början och mitten på 1980-talet, med särskilt stor inspiration från Slayer och Kreator, och var snarare en förfining av dess tempo och aggression. En anmärkningsvärd skillnad är emellertid att death metal är mindre melodisk. Metalmusikjournalisten Garry Sharpe-Young förklarade hur death metal "dunkade melodier till döds och kastade dem i soporna" i sin strävan efter ren snabbhet och tyngd. I death metal är riffen mycket betydelsefulla och ofta kromatiskt uppbyggda. I den snabba ljudbilden ses ofta tempoväxlingar, åtskilda av störande pauser. Många grupper använder sig också av powerackord och dissonans (missljud). Precis som i jazz, progressiv metal och progressiv rock används lutande rytmiska figurer; femtedelsrytmer, 5/4-rytmer, 9/4-rytmer och liknande. I death metal är de dock mestadels låga, så de låter fel i förhållande till varandra. Det kan till exempel bli en 7/4-rytm följt av en 13/4-rytm, och återigen en 5/4-rytm därefter. Det är anledningen till att death metal stundom låter så kaotisk som den gör (gruppen Deaths musik är ett tydligt sådant exempel). För att uppnå detta har musikerna tvingats synkronisera musiken mycket noggrant för att inte slå fel i förhållande till varandra. Många grupper lägger betoningen på strukturella förändringar (som tar avstånd från standarden med verser och refränger), vilket hjälper till att skapa nya motiv och teman. Många påpekar att death metal skiljer sig från populärmusik på grund av dess komplexa och tekniska kapacitet, vilket gör den mycket svårt att spela.
Till konsertuppträdanden har många death metal-grupper generellt släppt den tidigare metalstilens dramatik och utstyrsel, och använder istället vanliga vardagskläder som slitna jeans och vanliga skinnjackor. Ett undantag var Deicides Glen Benton, som brände ett upp- och nedvänt kors i pannan och bar rustning på scen. Morbid Angel använder en nyfascistisk bildstil, och när Death gick under namnet Mantas uppträdde de (för sin enda spelning under detta namn) insmorda i teaterblod för att understryka sin musikaliska stil.

### Regionala scener
De flesta grupperna följer det mönster som beskrivs i föregående avsnitt, men det förekommer variationer. En åtskillnad görs mellan två scener, i synnerhet Florida-death och New York-stilen.
Florida-death kännetecknas av distade gitarrer, som inte är lika mycket nedstämda som i andra typer av death metal. Gitarrspelet är fast, exakt och mycket rent och trummorna är som oftast sett karaktäriserade av en kulspruta som blast beats. Många av grupperna från detta område ingick samarbete med producenten Scott Burns som i hans musik tillåter hög ljudkvalitet, som blev ett tydligt kännetecken av scenen, och det gav även ytterligare epitet kallad ”Solskenstatsscenen”. Några av de mest noterbara grupperna inom denna scen är Morbid Angel, Death och Cannibal Corpse.
New York-stilen antog många element från Florida-death men fokuserar särskilt på rytmer, tidssignatur och tempoväxlingar. Gitarrspelet kännetecknas särskilt av nedstämda ”slam”-riff som är idealiska för mosh-dansen. Det råder en bred enighet att Suffocation definierar New York-stilen, och deras inslag av krossande breakdowns var en särskild karaktär i den. Skinless och Dying Fetus är dominerande grupper i stilen, med sina publik-tillfredsställande mosh-riff och komplexa planläggning. Ur New York-stilen uppstod en annan stil som huvudsakligen leds av grupperna Incantation, Immolation och Mortician. Dessa grupper använder sig av ultradjup growlsång, antikristna texter och långsamma sektioner med hotfulla gitarriff vilket ger en skrämmande atmosfär. För att betona gitarrspelet placerar de in höga toner i den djupa musiken.

## Låttexter

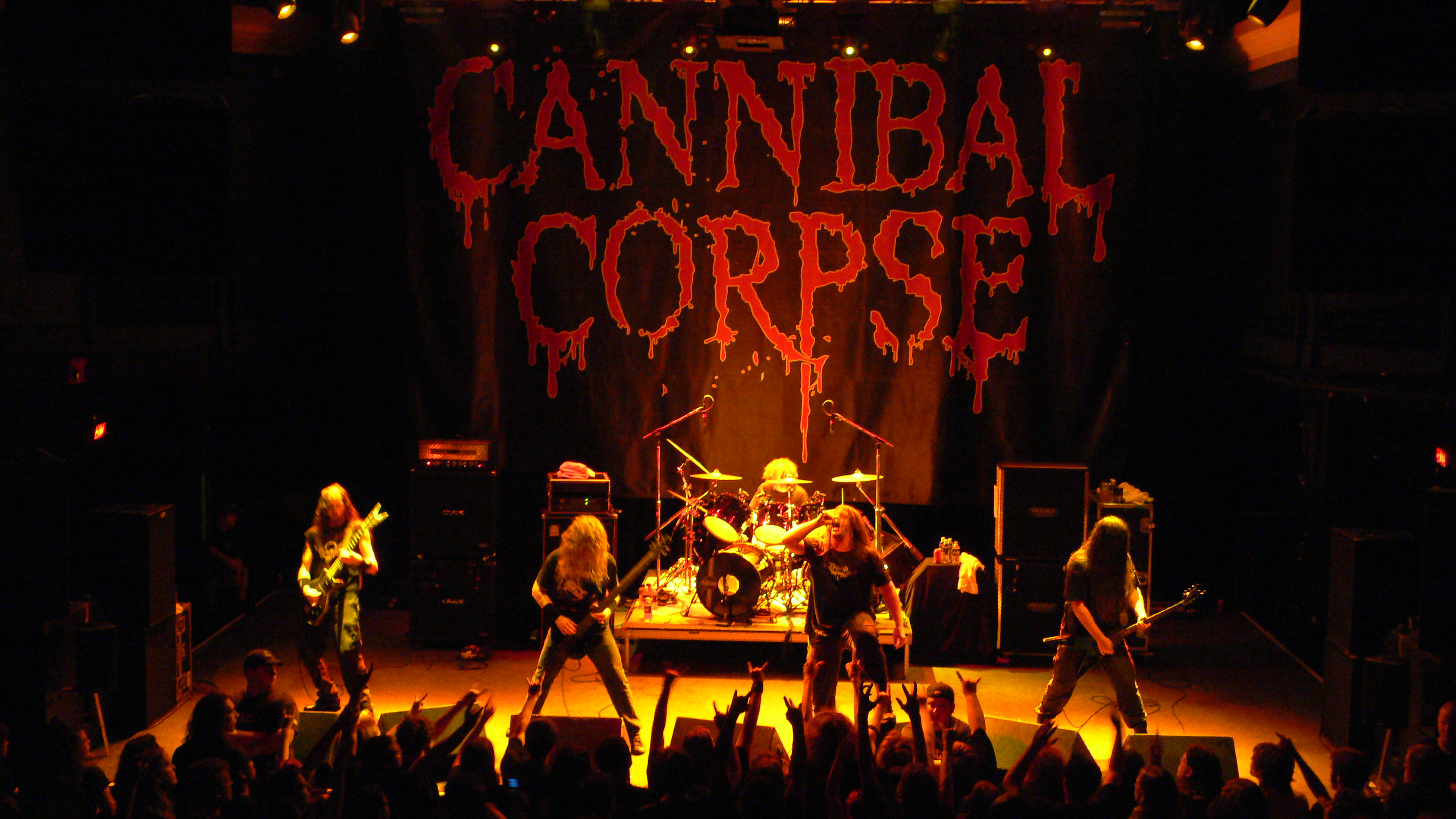
Cannibal Corpses brutala slasher- och splatter-textteman kombinerat med extrema skildringar om våldtäkt har medfört att gruppen har förbjudits i flera länder (både på scen och handelsmarknaden). Trots detta är Cannibal Corpse en av tidernas största säljare inom death metal-genren, och har vid upprepade tillfällen placerats i Billboard 200.

Låttexterna inom death metal behandlar ofta våld av den typ som återfinns i slasher- och splatterfilmer men också ockultism, satanism, filosofi, mysticism, science fiction, natur, politik, religions- och samhällskritik, även om splatterteman och satanistiska teman ofta uppmärksammats mest.
Splattertema var ett av de första ämnena som dök upp och introducerades av bland andra Death och Necrophagia, som hade inspirerats av våld i slasher- och splatterfilmer. Även om våld också kan utforskas i många andra genrer är handlingarna ibland mycket mer detaljerat skildrade i death metal, som till exempel stympning, dissektion av människor, tortyr, våldtäkt och nekrofili. Dessa texter kan också uttrycka psykologiska överväganden i många avseenden. Till exempel i Cannibal Corpses låt "Necropedophile" från albumet Tomb of the Mutilated (1992) har gruppens forne sångare Chris Barnes uttryckt sina tankar om en sinnessjuk man som slår ihjäl barn och våldtar dem. Detta talar således inte bara om allmänt våld, utan visar också en man med förvrängt psyke. En annan form av splatter-låttexter kan hittas i Carcass material, där ämnena också ges mer humoristiska inslag genom användning av en komplicerad medicinsk terminologi för att beskriva de våldsamma handlingarna. Flera musikgrupper har haft samma humoristiska tillvägagångssätt med inspiration från lågbudget-thrillers och seriemördares handlingar. Till exempel har varje låt av Chicago-gruppen Macabre innehåll om en seriemördares liv eller handlingar. I lågbudget-splatterfilmer är kvinnohat ofta ett mycket återkommande tema, och sådana pornografiska splattertexter används regelbundet av exempelvis Cannibal Corpse, GUT och Dead. Till exempel har GUT:s medlemmar pseudonymerna ”Torturer of Lacerated and Satanic Tits”, ”Organic Masturbator of 1000 Splatter Whores” och ”Spermsoaked Consumer of Pussy Barbecue”.
Om de våldsamma temana påpekade sociologen Keith Kahn-Harris att detta kunde ha att göra med en ”fascination för människokroppen”, som alla människor delar i högre eller lägre grad, en fascination som blandar dyrkan och avsky. Även om grupperna ofta berikar våld och mörker väcker dessa lika mycket rädsla som avsky vid tanken på att ha efterprövat dem i verkligheten, som med andra människor, förklarade Harris. Heavy metal-författaren Gavin Baddeley har också sagt att det finns ett samband mellan ”hur bekant en är med sin dödlighet” och ”hur mycket de vill se död och våldsamma bilder” i media. Förutom detta försvarar grupperna genren med att påpeka att det är en mer extrem form av underhållning, i stil med skräckfilmer, och att dessa texter är en ren ironi som inte på något sätt skall tas på allvar. I en filmad intervju (bonusmaterial i CD/DVD-utgåvan) vid bearbetningen av Cannibal Corpses album Evisceration Plague 2009 medgav basisten Alex Webster att gruppen först väljer en lyrisk idé utifrån vad deras kompositioner får dem att tänka på i skräckfilmsväg, men ibland tvingas de byta ut eller radera vissa av sina skrivna ord på grund av uttalssvårigheter vid sånginspelningarna till låtar med högt tempo.

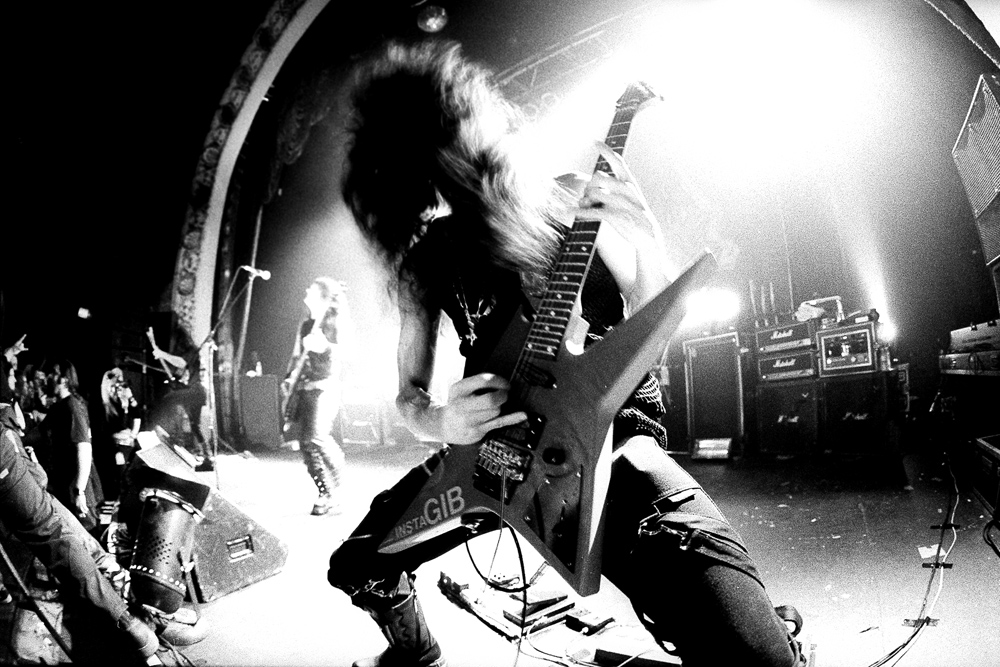
Morbid Angel har skrivit flera låttexter som berör Lovecrafts myt om Cthulhu, och det påstås även att de tror på denna mytiska kosmos.

Satanistiska teman i texterna introducerades av bland annat Possessed, och deras antikristna uttalanden har haft stor inspiration från Slayer. Många av dessa åsikter håller sig dock till fantasi och är mer av ett bidrag till att skapa en skrämmande gruppbild. Exempel på death metal-grupper med satanistiska inslag är i ena änden band som Deicide som framhåller en ren satanism, och  i den andra änden Morbid Angel som visar ett mer filosofiskt tänkande. Andra grupper som Immolation och Entombed har dock ersatt satanismen med en direkt religionskritik mot kristendomen, och påståenden om kyrkans hjärntvättning av befolkningen för att upprätthålla makten i samhället.
Utöver att skräckfilmer och satanistisk filosofi har haft ett stort inflytande hos många death metal-grupper har också den amerikanska skräckförfattaren H.P. Lovecraft lämnat ett avtryck som kan ses hos grupper som Morbid Angel, Entombed och Nile som alla har använt citat från Lovecrafts böcker i sina egna texter. Särskilt hans mytologiska Cthulhu-universum har använts av flera grupper.
Emellertid har andra grupper utvecklat en kristen motsvarighet till den ockulta satanismen (vilket mer tydligt åtskiljs i subgenrerna black metal och unblack metal), där den australiska technical death metal-gruppen Mortification blev den första världskända med att framföra kristen death metal. Deras album Scrolls of the Megilloth (1992) åtnjöt uppmärksamhet från den underjordiska heavy metal-scenen, och gruppen är även den äldsta death metal-gruppen med kristet temat.

### Censur och anklagelser
På flera ställen är det synligt att grupper via sina texter har förbjudits på grund av de brutala och satanistiska temana. Deicide har bland annat förbjudits att spela på vissa ställen; till exempel i chilenska Valparaiso skapades en gruppaffisch där Jesus blir skjuten i pannan, och till olika festivaler som Hellfest efter att flera gravar blivit spraymålade med orden ”When Satan Rules His World”, som är en låt från Deicides album Once Upon the Cross (1995). Så sent som 2006 förbjöd den brittiska TV-kanalen Scuzz också deras musikvideo till låten ”Homage for Satan”, som innehöll blodförryckta zombier på ett uppdrag att fånga en präst. 1996 förbjöds all försäljning av Cannibal Corpses utgåvor i Australien, och alla deras skivor togs bort från hyllorna. Detta berodde på att Australian Recording Industry Association och Australian Music Retailers Association var på väg att införa ett nytt system som identifierat alla plattor med stötande innehåll i det de kallade ”uppförandekods-märkning”. Morbid Angel har också flera gånger anklagats för att vara fascister, särskilt på grund av sångaren David Vincents nyfascistiska bildstil. Gruppen har dock hittills avvisat alla anklagelser. Brittisk-amerikanska Infant Annihilator (verksamt sedan 2012), som släpper sina utgåvor digitalt genom Tunecore utan att någonsin ha spelat live, kom att kritiseras för sin stötande stil och blev i september 2017 borttaget från Spotify och Itunes. Detta varade dock i endast tre dygn, efter åtskilliga klagomål från kunder.
När det gäller de våldsamma temana har death metal också anklagats för att ha ett dåligt inflytande på barn och ungdomar, vilket till och med ska ha lett till mord. En anklagelse som detta framlades när en ung man vid namn Andrea Volpe, som spelade i en death metal-grupp, dödade sin exflickvän i januari 2004. Andra grupper som Cannibal Corpse har också anklagats för liknande påverkan på barn. Vid flera tillfällen har fans till Glen Benton i Deicide kopplats till olika mord. Själv har han dock uttalat sig om att folk ska låta bli att ge människor som honom och Marilyn Manson skulden, eftersom de enligt honom aldrig sagt att de ska vara förebilder för allas barn, då saken enbart handlar om underhållning. Efter en livespelning i Polen den 13 november 2005 greps Morticians sångare/basist Will Rahmer av polsk polis, och anhölls i två månader, för att ha påståtts överfalla en taxichaufför med kniv och att ha stulit bilen.
Det finns förvisso få bevis på att vanliga barn kan förvandlas till mördare på grund av musik, men forskare som studerat unga människor och musik har uttryckt oro för att barn som redan har psykiska problem kan påverkas. Professor Don Roberts från Stanford University anser att barn som är våldsamma eller depressiva måste hållas borta från death metal. Denna åsikt delas också av barnpsykiatriker Dr. Shamsie som sagt att denna musik är farlig i synnerhet för unga människor som lever i en dålig miljö med droger, och som inte haft en varm och nära relation med sina föräldrar.

## Sub- och fusionsgenrer
Omkring 1990 började death metal att delas upp i subgenrer. Det bör dock noteras att de exemplifierade grupperna inte nödvändigtvis skall ses som exklusiva för en viss stil. Många grupper kan helt enkelt placeras i två eller fler av följande kategorier, och en grupps specifika kategorisering är ofta en källtolkning till personliga uppfattningar och påståenden.

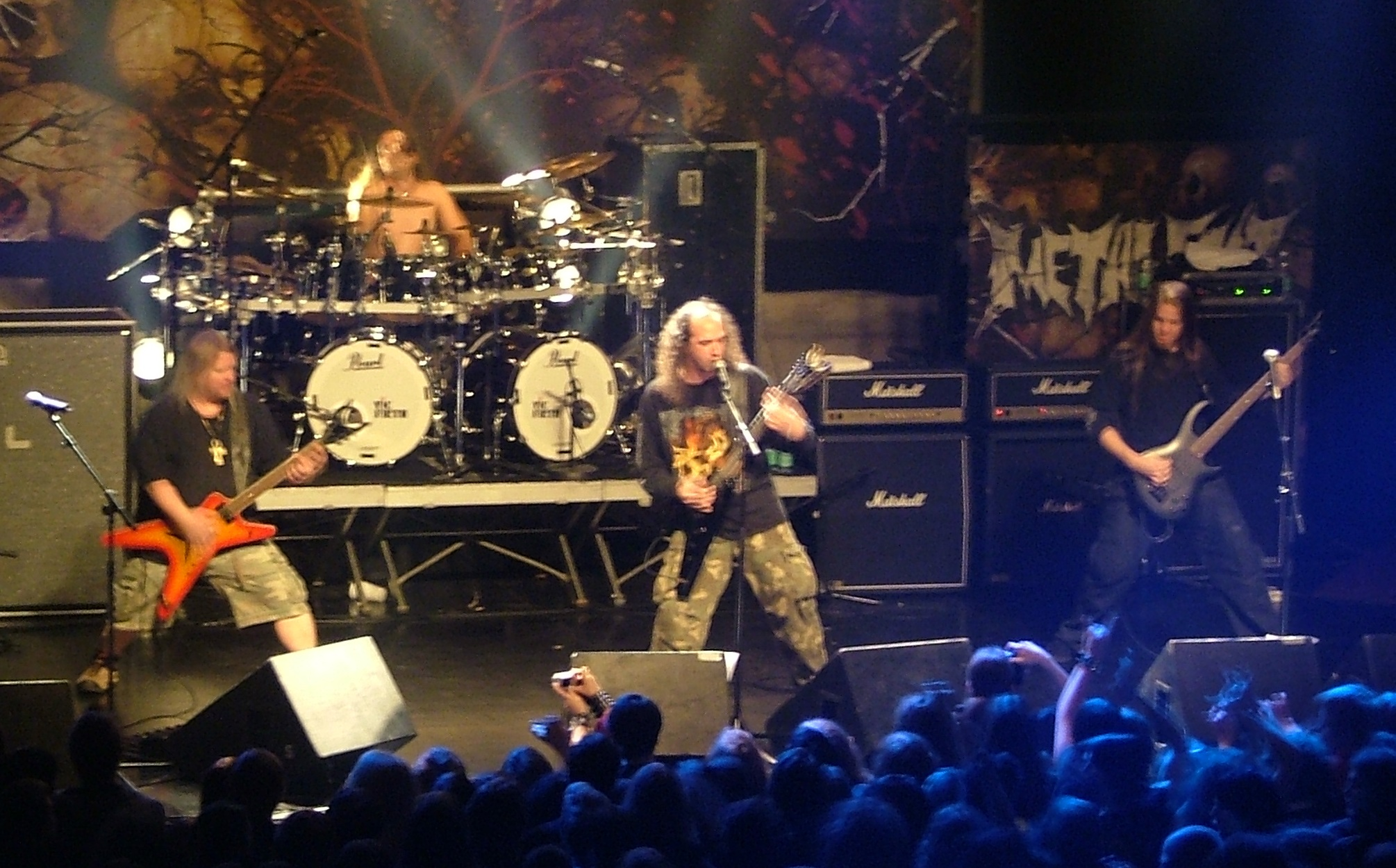
Nile är känt både för sin brutala och extremt tekniska stil, och med ett texttema som i huvudsak berör forntidens Egypten.

- Brutal death metal (även kallat ”brutaldeath”) har brutalitet som huvudtema – ofta med texter om inälvor, zombier, perversion, blodbad, överdrivet våld och liknande. Inom denna stil är djup och/eller gurglande growl den allenarådande sångtekniken. Exempel på brutaldeath-grupper är Cannibal Corpse, Mortician och Devourment.
- Melodisk death metal, även kallat melodeath, är death metal med mycket melodier och kombineras av death metal-element med den nya vågen av brittisk heavy metal. Denna stil förknippas ofta globalt med Sverige, som historiskt sett har gjort dess största utveckling. Några av de mer kända grupperna är just svenska; som Arch Enemy, Dark Tranquillity, At The Gates, Amon Amarth och In Flames. Utländska grupper är bland andra Children Of Bodom, Disarmonia Mundi, Rise to Fall, Norther och Blood Stain Child.
- Progressiv death metal är en stil som uppstod när extrem metal-grupper började blanda progressiv metal/rock, jazz och klassisk musik med death metal. Stilen startade mellan 1993 och 1994 med grupper som Edge of Sanity och Opeth. Andra exempel inom genren är Amorphis, Nahemah, In Mourning eller Into Eternity.
- Technical death metal (även kallat bara "technical Death") är en komplex stil med atypiska rytmer och ovanliga taktarter, harmonier och melodier. Denna stil har annars mycket gemensamt med progressiv death metal; skillnaden mellan de två är att technical death metal fokuserar mer på att låta som den traditionella death metal-scenen men fortfarande blanda in den progressiva och jazz-influerade delen, medan den progressiva stilen lägger mer fokus på klassiska influenser i musiken. Kända grupper inom stilen är Cryptopsy, Cynic, Nile och Origin.

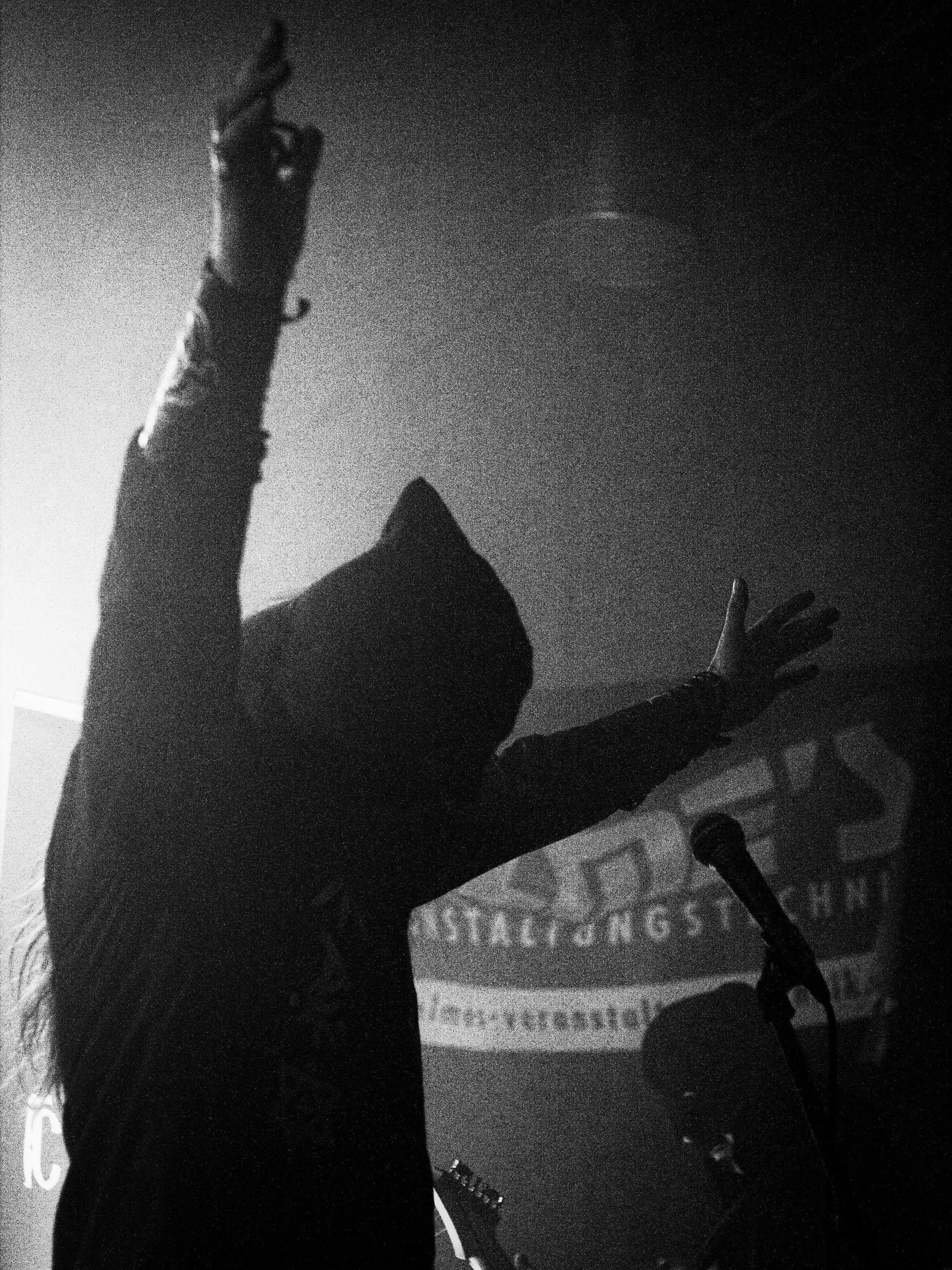
Crimson Moonlight är en svensk kristen grupp som spelar en både tyngre och mer teknisk variant av (un-)black metal, och har sedan 2005 kombinerat detta med flera inslag av death metal. I bild ses sångaren Simon ”Pilgrim Bestiarius” Rosén huvtäckt i sin krigiska viking-utstyrsel inför livespelning på scen, som vill hävda att gruppens musikstil är "kristen black metal".

- Death/doom kombinerar djup growlsång och dubbelbas-trummande death metal med långsamt tempo och melankolisk atmosfär i doom metal. Stilen dök upp i slutet av 1980-talet, och fick en viss popularitet under 1990-talet.[104] Pionjärerna inom stilen var bland andra Autopsy, Paradise Lost och My Dying Bride.[105] Denna stil gav upphov till den mer extrema stilen funeral doom, som är ännu långsammare och atmosfärisk.
- Goregrind, deathgrind och pornogrind[106][107] är stilar som blandar death metal med intensiteten, tempot och kortheten i grindcore. De skiljer sig från death metal med att gitarrsolon ofta är sällsynta, screaming är mer framträdande som sångteknik även om den vanliga growlsången brukar kunna användas (den sistnämnda används mer hos brutala grupper), och låtarna är vanligtvis kortare (oftast mellan en och tre minuter) som vidhåller traditionen av korta låtar med grindcore. Alla de tre stilarna skiljer sig från grindcore i mer tekniska tillvägagångssätt och mindre uppenbart inflytande och estetik av hardcorepunk. Några nämnbara deathgrind-grupper är Cattle Decapitation, Circle of Dead Children och Rotten Sound.[108]
- Deathcore tillkom i takt med den ökade populariteten av metalcore då några av dess egenskaper införlivades i death metal, och kombinerar de vanliga musikaliska egenskaperna i death metal med metalcore. Despised Icon räknas som pionjär,[109] och en annan känd deathcore-grupp är Suicide Silence.
- Death 'n' roll kombinerar death metal-growlen och högre distade och stämda gitarriff med element från 1970-talets hårdrock och heavy metal. Ett par kända grupper är Entombed[110] och Six Feet Under.
- Blackened death metal är en undergenre till death metal som innehåller element från black metal – även textmässigt med satanism, ondska och ockultism som huvudteman. Grupper inom stilen är Deicide, Insision, Aeon, Noctem, Sarcófago, Behemoth, Belphegor och Zyklon.
- Christian death metal är i grunden en rak motsats till blackened death metal, stundom med element från unblack metal, men stilen kan förvisso ljudmässigt vara av vilken death metal-subgenre som helst. De lyriska temana baserar här istället på kristendom och/eller motsatsen till ondska och Satanism. Några svenska christian death metal-grupper är Pantokrator, Crimson Moonlight (i huvudsak unblack metal) och Inevitable End. Det finns även grupper som har en allmänt neutral och simpel godhetsfilosofi som tema, vilka i flera fall ej skall antas för att vara kristna.
- Grindcore är en blandning mellan hardcore och death metal, som Napalm Death introducerade.
- Death-thrash är en blandning mellan death metal och thrash metal. Exempel på sådana grupper är The Crown och Merciless.

## Death metal i Sverige
Death metal i Sverige är en scen i genren som internationellt betitlats med Swedish death metal, men förknippas i synnerhet med melodisk death metal vilket ger svensk death metal ett annat ljud än i andra typer av death metal. Till skillnad från amerikanska death metal-grupper grundades de svenska grupperna ur punkrock, och i synnerhet käng-hardcorepunken. Även grannlandet Norge är känt för dess kvantitet av black metal, och i Sverige har Göteborg till följd av dess stora melodeath-scen lett till smeknamnet ”Göteborgs-döds” medan Stockholm är känd för dess råare death metal-scen.
Bathory, som senare skulle bli ett primärt inflytande för black metal, var en central grupp i svensk extrem metal. Den första svenska vågen av de två death metal-scenerna i Göteborg och Stockholm, som beskrivs utförligt i boken Swedish Death Metal från 2008, ägde rum i början på 1990-talet – med de främsta grupperna Nihilist (forna Entombed), Morbid, Dismember och Unleashed. Flera av grupperna använde Tomas Skogsbergs/Sunlight Studios extremt tunga/distade gitarrljud ”buzzsaw” som varumärke, vilket senare kom att förknippas mest med Stockholmsscenen. I stor utsträckning var det också detta som gjorde Stockholm och Sverige världsledande inom death metal, tillsammans med Florida som har störst death metal-kultur i USA. Några exempel på lite nyare grupper som spelar en typisk så kallad svensk ”old school”-stil är Bloodbath, Arch Enemy och Paganizer.